# Stefan Abadschiew
Stefan Atanassow Abadschiew (bulgarisch Стефан Атанасов Абаджиев, wiss. Transliteration Stefan Atanasov Abadžiev, in Deutschland meist Abadjiev; * 3. Juli 1934 in Sofia; † 13. März 2024) war ein bulgarischer Fußballspieler und -trainer.

## Karriere
Abadschiew gewann mit Lewski Sofia 1952 die nationale Jugend-Meisterschaft und kam 1953 in die erste Mannschaft des Vereins, der er bis 1968 angehörte. Mit Lewski gewann er dreimal die bulgarische Meisterschaft und viermal den Sowjetarmee-Pokal. 1965/66 nahm er mit seinem Verein am Europapokal der Landesmeister teil, wo man im Achtelfinale an Benfica Lissabon scheiterte. Abadjiev bestritt 27 Länderspiele für die bulgarische Nationalmannschaft und nahm mit der Nationalelf an den Olympischen Spielen 1960 und der Weltmeisterschaft 1966 teil. Bei der WM blieb er allerdings ohne Einsatz.
1968 emigrierte Abadschiew nach Deutschland, wo er ebenfalls im Fußball tätig war. Zunächst war er als Spieler beim SV Wiesbaden aktiv, als Trainer führte er den Klub 1971 in die Oberliga Hessen und dort auf den vierten Tabellenplatz. Er ließ sich an der Trainerakademie Köln zum Fußballtrainer ausbilden. Nachdem er in dieser Funktion ab 1974 beim ASC Dudweiler tätig war, war er am Ende der Saison 1974/75 als Nachfolger von Erwin Türk für fünf Spiele Trainer in der 2. Bundesliga bei Borussia Neunkirchen. 1982/83 war Abadschiew Trainer des FC Homburg in der Oberliga Südwest, wurde aber während der Spielzeit abgelöst. Anschließend trainierte er noch die Amateurmannschaft des 1. FC Saarbrücken.

### Statistik
| Liga                          | Spiele (Tore) |
| ----------------------------- | ------------- |
| A Grupa                       | 254 (37)      |
| Wettbewerb                    |               |
| Europapokal der Landesmeister | 004 0(1)      |
| Sowjetarmee-Pokal             | 041 0(8)      |

## Erfolge
Als Spieler
- Bulgarischer Meister: 1953, 1965, 1968 (jeweils mit Lewski Sofia)
- Sowjetarmee-Pokalsieger: 1956, 1957, 1959, 1967 (jeweils mit Lewski Sofia)